# Максимовка (Молдова)
Максимовка (рум. Maximovca) — село в Новоаненском районе Молдавии. Относится к сёлам, не образующим коммуну.

## География
Село Максимовка расположено примерно в 12 км к востоку от центра Кишинёва на высоте 155 метров над уровнем моря. Ближайшие населённые пункты — Долинное, Сагайдак и Мерены.
В селе есть русско-молдавская средняя школа.

## История
Согласно статистическим данным из архива села Максимовка и воспоминаниям потомков от первых владельцев земель этой территории, 4 марта 1910 года поселенцы из ЧернэуцЧерновцы начали миграцию в Кишинёв. 10 марта они прибыли в пункт назначения. По тем же воспоминаниям здесь расположились 36 новопоселенцев, где сегодня находится село Максимовка. Это место тогда называлось Долина Максима. Впервые это представляется документально 23 декабря 1910 года; затем высший нотариус Кишинёвского районного суда направил в земский совет Кишинёва информацию, что в соответствии со статьёй 178 Нотариального регламента, 26, 27, 29 ноября и 2, 3, 7, 9, 10 и 11[чего?] 1910 года. 2 ноября в реестр документов купли-продажи земли внесено 180 данных, согласно которым 180 человек номинированные в прилагаемом списке, приобрели у Крестьянского Земельного Банка различные участки земли из имущества БудештБудешты, принадлежащего Банку. Помимо секторов пахотных земель, поселенцы также приобрели участки, где они будут строить дома, также создавать свои собственные хозяйства. Секторы пахотных земель составляли от 8,72 до 9,7664 гектаров, а для домов — от 7,16 до 16 км². Все 180 колонистов были включены в реестр, упомянутый выше.

## Население
По данным переписи населения 2004 года, в селе Максимовка проживает 1783 человека (901 мужчина, 882 женщины).
Этнический состав села:
| Национальность | Число жителей | Процентный состав |
| -------------- | ------------- | ----------------- |
| украинцы       | 831           | 46,61             |
| молдаване      | 723           | 40,55             |
| русские        | 175           | 9,81              |
| болгары        | 18            | 1,01              |
| румыны         | 13            | 0,73              |
| гагаузы        | 6             | 0,34              |
| поляки         | 3             | 0,17              |
| прочие         | 14            | 0,79              |
| Всего          | 1783          | 100 %             |